# Apamea cinifacta
Apamea cinifacta là một loài bướm đêm trong họ Noctuidae.